# Établissement hospitalier spécialisé de Douera
 (août 2012).
Si vous disposez d'ouvrages ou d'articles de référence ou si vous connaissez des sites web de qualité traitant du thème abordé ici, merci de compléter l'article en donnant les références utiles à sa vérifiabilité et en les liant à la section « Notes et références ».
Le Centre Hospitalo-universitaire de Douera (CHU Douera DJillali Bounaama 
) est un hôpital situé au sud ouest de la ville d'Alger spécialisé dans la prise en charge des pathologies de l'appareil locomoteur.
Cet hôpital est l'un des hôpitaux en Algérie Djillali bounaama  qui relèvent du ministère de la Santé.

## Les services de l'hôpital
- service d’Orthopédie -A-.
- service d’Orthopédie -B-.
- service de Médecine physique et rééducation fonctionnelle.
- service de Rhumatologie.
- service de Chirurgie plastique.
- service d'Anatomie pathologique.
- service de Chirurgie générale.

### service de Médecine interne et Cardiologie.
- service de Chirurgie maxillo-faciale.
- Service de pédiatrie
- service de Radiologie
- laboratoire de Biologie
- service de médecine légale.
- service Gynécologie
- service de réanimation médicale